# Gokul

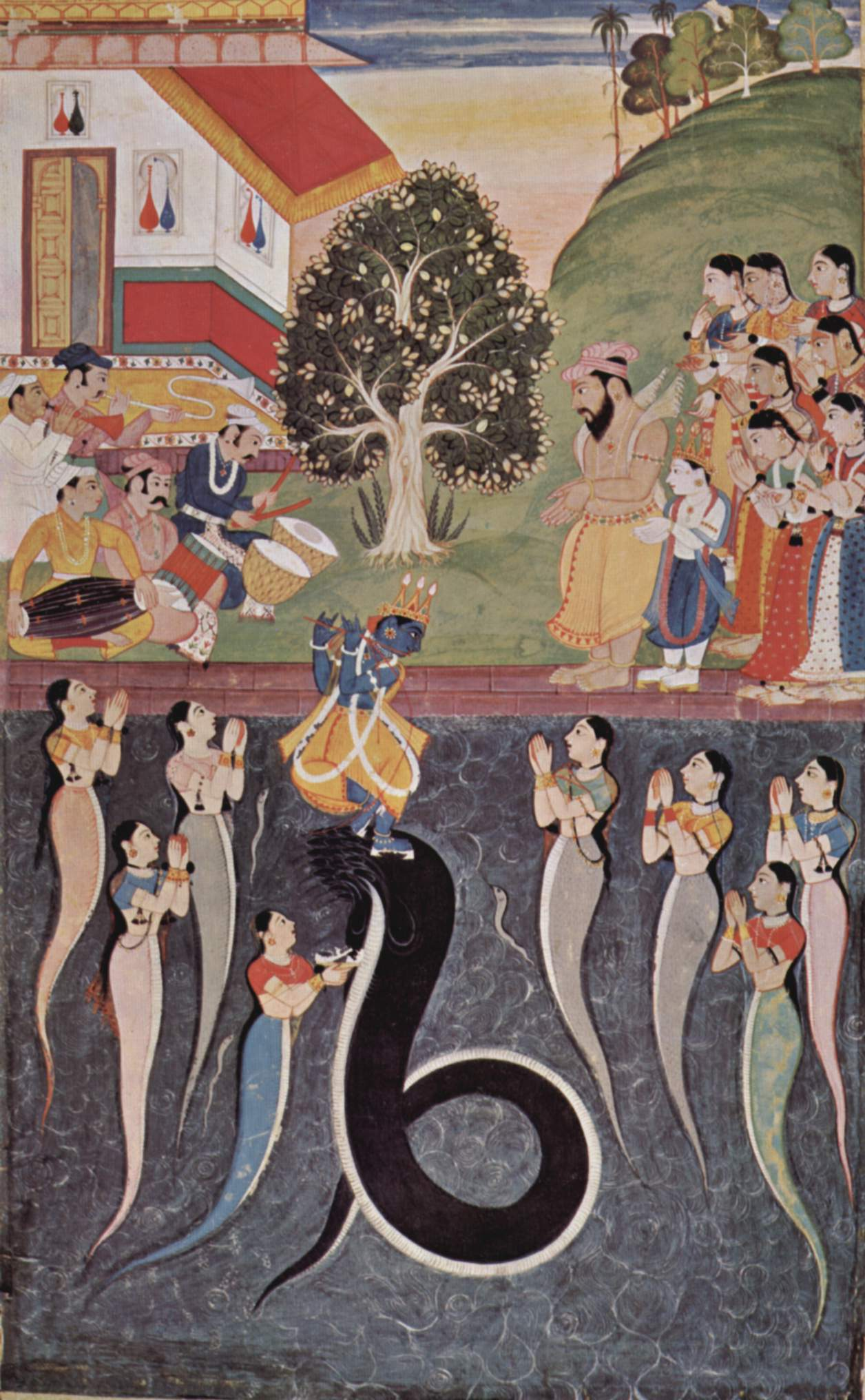
Krishna danse sur Kaliya Naag maîtrisé dans la rivière Yamuna, tandis que sur les rives se trouvent des habitants de Gokula, le père de Krishna, Nanda Baba, et son frère Balarama.

Gokul est une ville du district de Mathura de l'État indien de l'Uttar Pradesh. Il est situé à 15 kilomètres au sud-est de Mathura. Selon Bhagavata Purana, Krishna a passé son enfance à Gokul.

## Géographie
La ville est située à une altitude moyenne de 163 mètres.

## Transport
Gokul est située à dix kilomètres de Mathura, un lieu de pèlerinage hindou bien connu. Le site de pèlerinage est bien relié à toutes les villes indiennes importantes par voie aérienne, ferroviaire et routière.

### Route
Gokul dispose d'excellentes liaisons routières, ce qui facilite les déplacements en voiture. De nombreux bus sont gérés par la Société de transport routier de l'État de l'Uttar Pradesh à destination et en provenance de Mathura et Gokul. De plus, la ville dispose d'un réseau décent d'autoroutes nationales et fédérales qui passent à proximité de la ville, notamment l'autoroute Yamuna et l'autoroute Taj.

### Rail
Mathura, possède la gare la plus proche. Plusieurs villes indiennes, notamment Delhi, Lucknow et Mumbai, sont connectées à la gare ferroviaire de Mathura.

### Air
Agra, qui se trouve à 54 kilomètres de Gokul, possède l'aéroport le plus proche ; toutefois, il ne dispose que de peu de liaisons. L'aéroport de Jaipur est situé à 232 km et  l'aéroport international Indira Gandhi de Delhi à 186 km.

## Données démographiques
Selon le recensement indien de 2001, Gokul comptait 4 041 habitants. Les hommes représentaient 55 % de la population et les femmes 45 %. Le taux d'alphabétisation moyen était de 60 %, supérieur à la moyenne nationale de 59,5 % : l'alphabétisation des hommes était de 68 % et celle des femmes de 49 %. 18 % de la population avait moins de 8 ans.

## Lieux d'intérêt

### Baithakji de Mahaprabhu shrimad Vallabhacharya
Shri Vallabhacharya Mahaprabhu est celui qui a redécouvert Gokul et les endroits où Purushottam Shri Krishna faisait son leela. Il y fit le Shrimad Bhagwat parayana dans deux endroits appelés Baithakji : Govindghat et Badi bhitar baithak.

### Temple Raja Thakur
C'est un temple important de Vallabh Sampraday Pushtimarg. Il est considéré comme la maison de Shri Gusaiji et le lieu où vivait la divinité auto-manifestée Shri navnitlal (une forme de Krishna). C'est un endroit divin.